# ジョン・リン・ブリーン
ジョン・リン・ブリーン（Jon Linn Breen, 1943年11月8日 - はアメリカ合衆国出身の推理作家・評論家。

## 略歴
アメリカ合衆国のアラバマ州モンゴメリーに生まれ、1967年から『混みあった時』（エド・マクベイン風）にはじまる、推理作家の巨匠の文体に似せた作品をパロディ化した短編を発表。1983年には、競馬アナウンサーのジェリー・ブローガンを主人公とする長編『血染めの勝負服』を発表し、シリーズ化している。
他のシリーズ探偵としては、古本屋経営者レイチェル・ヘニングス(Rachel Hennings)と、大リーグの審判員エド・ゴーゴン(Ed Gorgon) がいる。
評論家としても有名で、EQMM（エラリー・クイーンズ・ミステリ・マガジン）の書評欄を長年担当している。

## 主な著作

### 巨匠パロディ作品シリーズ
- The Crowded Hours(1967年)　エド・マクベイン風。『混みあった時』
- Green Gravy for the Blush(1971年)　ジョン・ダン・マクドナルド風。『緑色のあぶく銭』
- The House of the Shrill Whispers(1972年)　ジョン・ディクスン・カー風。『甲高い囁きの館』
- The Circle Murder Case (1972年)　ヴァン・ダイン風。『サークル殺人事件』
- The Swedish Boots Mystery (1973年)　エラリー・クイーン風。『スウェーデン長靴の謎』[2]
- Breakneck (1973年)　ディック・フランシス風。『重傷』[3]
- The Adventure of the Unique Holmes (1987年)　アーサー・コナン・ドイル風。『女装好きな男』

### 競馬アナウンサー・ブローガンもの
- Listen for the Click (1983年)　第一長編。『血染めの勝負服』[4]
- Triple Crown (1985年)　第二長編。『三冠馬』
- Tea and 'Biscuit  (1991年)　短編集。『名馬育成法』

### 古本店主レイチェル・へニングズもの
- The Gathering Piace  (1984年)
- Touch of the Past  (1988年)
- Starstruck (1987年)　短編集。『スター狂』

### 審判員エド・ゴーゴンもの
- The Body in the Bullpen (1972年)　短編集。『ブルペンの死体』

### ノンシリーズ
- Eye of God (2006年)　短編集。『神の眼力』

### 評論
- What About Murder?: A Guide to Books About Mystery[5]  (1981年)　ミステリ評論集。『殺人をしてみませんか？』
- What About Murder? 1981-1991  (1993年)　前著の続編。『続・殺人をしてみませんか？』